# Generalanwalt (EuGH)
Die Generalanwälte am Europäischen Gerichtshof unterstützen die Richter des Europäischen Gerichtshofs in ihrer Entscheidungsfindung. Derzeit gibt es elf Generalanwälte.

## Rechtliche Grundlage
Art. 252 des AEU-Vertrags sah vor, dass der Europäische Gerichtshof von acht Generalanwälten unterstützt wird, deren Zahl durch den Rat durch einstimmigen Beschluss erhöht werden kann. Anlässlich der Unterzeichnung des Vertrags von Lissabon erklärten die Mitgliedstaaten, dass die Zahl der Generalanwälte auf 11 erhöht werden solle, wenn dies der Gerichtshof beantragt. Im Juni 2013 wurde beschlossen, die Zahl der Generalanwälte baldmöglichst auf neun und vom Oktober 2015 an auf 11 zu erhöhen.

## Aufgabe
Der Generalanwalt hat die Aufgabe, nach der mündlichen Verhandlung öffentlich und in völliger Unparteilichkeit und Unabhängigkeit einen Vorschlag für ein Urteil in der Form von begründeten Schlussanträgen zu stellen, soweit nach der Satzung des Gerichtshofs seine Mitwirkung erforderlich ist. Seine Aufgabe ist daher nicht mit der eines Staatsanwaltes vergleichbar. Die Funktion des Generalanwalts wurde vielmehr als Ersatz für einen in einigen Verfahrensarten fehlenden Instanzenzug vorgesehen. Seine Schlussanträge lassen sich dabei mit einer hypothetischen erstinstanzlichen Beurteilung vergleichen, welche sogleich einer gedachten nächsten Instanz, hier dem tatsächlichen Spruchkörper des Gerichtshofs, vorgelegt wird. Dazu fasst der Generalanwalt die bisherige Rechtsprechung des EuGH in ähnlichen Fällen zusammen und nutzt diese, um seine Vorstellungen hinsichtlich der Beurteilung des vorliegenden Falls zu begründen. Der Generalanwalt ist daher nicht Vertreter einer der beiden Parteien, sondern soll seinen Vorschlag unabhängig und neutral entwickeln. Der EuGH ist an diese Vorschläge nicht gebunden. Er folgt in der Praxis jedoch in etwa drei Viertel aller Fälle den Vorschlägen des Generalanwalts.

### Mündliche Verhandlung und Schlussanträge im Verfahren
Der Gerichtshof entscheidet auf Bericht des Berichterstatters und nach Anhörung des Generalanwalts, ob die Rechtssache eine Beweisaufnahme erfordert, welchem Spruchkörper die Rechtssache zugewiesen wird und ob eine mündliche Verhandlung stattfindet. In der mündlichen Verhandlung vor dem EuGH tragen die Parteien ihre Ausführungen dem Spruchkörper und dem Generalanwalt vor. Die Richter und der Generalanwalt können den Parteien die Fragen stellen, die sie für zweckdienlich erachten. Einige Wochen später, wiederum in öffentlicher Sitzung, trägt der Generalanwalt dem Gerichtshof seine Schlussanträge vor. Darin geht er insbesondere auf die rechtlichen Fragen des Rechtsstreits ein und schlägt dem Gerichtshof in völliger Unabhängigkeit die Entscheidung vor, die seiner Meinung nach in dem Rechtsstreit ergehen sollte. Damit ist das mündliche Verfahren abgeschlossen. Wirft eine Rechtssache keine neuen Rechtsfragen auf, so kann der Gerichtshof nach Anhörung des Generalanwalts beschließen, ohne Schlussanträge zu entscheiden.

## Liste der Generalanwälte
Die Generalanwälte werden durch einen einstimmigen Beschluss der Regierungen der Mitgliedstaaten nach Anhörung des gemäß Art. 255 AEUV gebildeten Expertenausschusses ernannt, was de facto einem einstimmigen Beschluss des Rates der Europäischen Union entspricht. Dabei stellen die fünf großen Mitgliedstaaten Deutschland, Frankreich, Italien, Polen und Spanien einen ständigen Generalanwalt. Die verbleibenden sechs Generalanwälte werden nach einem Rotationsprinzip mit Vertretern der kleinen Mitgliedstaaten besetzt. Derzeit ist die folgende Reihenfolge vorgesehen: Schweden, Belgien, Bulgarien, Tschechische Republik, Dänemark, Estland, Irland, Griechenland, Zypern, Lettland, Litauen, Luxemburg, Ungarn, Malta, Niederlande, Österreich, Portugal, Rumänien.
Die folgende Liste enthält alle Personen, die mit Stand vom Juni 2022 als Generalanwälte am Europäischen Gerichtshof tätig waren oder sind. Die Namen der elf aktuell amtierenden Generalanwälte sind durch Fettsatz hervorgehoben.
| Herkunftsland          | Name                              | Amtszeit            | Anmerkung                             |
| ---------------------- | --------------------------------- | ------------------- | ------------------------------------- |
| Frankreich             | Maurice Lagrange                  | 1952–1964           |                                       |
| Deutschland            | Karl Roemer                       | 1953–1973           |                                       |
| Italien                | Alberto Trabucchi                 | 1973–1976           |                                       |
| Frankreich             | Joseph Gand                       | 1964–1970           |                                       |
| Frankreich             | Alain Louis Dutheillet de Lamothe | 1970–1972           |                                       |
| Frankreich             | Henri Mayras                      | 1972–1981           |                                       |
| Vereinigtes Königreich | Jean-Pierre Warner                | 1973–1981           |                                       |
| Deutschland            | Gerhard Reischl                   | 1973–1984           |                                       |
| Italien                | Francesco Capotorti               | 1976–1982           |                                       |
| Vereinigtes Königreich | Gordon Slynn                      | 1981–1988           |                                       |
| Frankreich             | Simone Rozès                      | 1981–1984           |                                       |
| Niederlande            | Pieter Verloren van Themaat       | 1981–1986           |                                       |
| Italien                | G. Federico Mancini               | 1982–1988           |                                       |
| Deutschland            | Carl Otto Lenz                    | 1984–1997           |                                       |
| Frankreich             | Marco Darmon                      | 1984–1994           |                                       |
| Luxemburg              | Jean Mischo                       | 1986–1991 1997–2003 |                                       |
| Portugal               | José Luís da Cruz Vilaça          | 1986–1988           |                                       |
| Belgien                | Walter van Gerven                 | 1988–1994           |                                       |
| Vereinigtes Königreich | Francis Geoffrey Jacobs           | 1988–2006           |                                       |
| Italien                | Giuseppe Tesauro                  | 1988–1998           |                                       |
| Dänemark               | Claus Christian Gulmann           | 1991–1994           |                                       |
| Griechenland           | Georgios Cosmas                   | 1994–2000           |                                       |
| Dänemark               | Michael Bendik Elmer              | 1994–1997           |                                       |
| Frankreich             | Philippe Léger                    | 1994–2006           |                                       |
| Italien                | Antonio Mario La Pergola          | 1995–1999           |                                       |
| Irland                 | Nial Fennelly                     | 1995–2000           |                                       |
| Spanien                | Dámaso Ruiz-Jarabo Colomer        | 1995–2009           |                                       |
| Deutschland            | Siegbert Alber                    | 1997–2003           |                                       |
| Italien                | Antonio Saggio                    | 1998–2000           |                                       |
| Italien                | Antonio Tizzano                   | 2000–2006           |                                       |
| Niederlande            | Leendert Adrie Geelhoed           | 2000–2006           |                                       |
| Österreich             | Christine Stix-Hackl              | 2000–2006           |                                       |
| Deutschland            | Juliane Kokott                    | 2003–2027           |                                       |
| Portugal               | Miguel Poiares Maduro             | 2003–2009           |                                       |
| Vereinigtes Königreich | Eleanor Sharpston                 | 2006–2020           |                                       |
| Italien                | Paolo Mengozzi                    | 2006–2018           |                                       |
| Frankreich             | Yves Bot                          | 2006–2019           |                                       |
| Slowakei               | Ján Mazák                         | 2006–2012           |                                       |
| Slowenien              | Verica Trstenjak                  | 2006–2012           |                                       |
| Finnland               | Niilo Jääskinen                   | 2009–2015           |                                       |
| Spanien                | Pedro Cruz Villalón               | 2009–2015           |                                       |
| Belgien                | Melchior Wathelet                 | 2012–2018           |                                       |
| Schweden               | Nils Wahl                         | 2012–2018           |                                       |
| Polen                  | Maciej Szpunar                    | 2013–2027           | Erster Generalanwalt des Gerichtshofs |
| Tschechien             | Michal Bobek                      | 2015–2021           |                                       |
| Dänemark               | Henrik Saugmandsgaard Øe          | 2015–2021           |                                       |
| Spanien                | Manuel Campos Sánchez-Bordona     | 2015–2027           |                                       |
| Bulgarien              | Evgeni Tanchev                    | 2016–2021           |                                       |
| Irland                 | Gerard Hogan                      | 2018–2021           |                                       |
| Italien                | Giovanni Pitruzzella              | 2018–2023           |                                       |
| Estland                | Priit Pikamäe                     | 2019–2024           |                                       |
| Griechenland           | Athanasios Rantos                 | 2020–2027           |                                       |
| Frankreich             | Jean Richard de la Tour           | 2020–2030           |                                       |
| Irland                 | Anthony Michael Collins           | 2021–2024           |                                       |
| Lettland               | Laila Medina                      | 2021–2027           |                                       |
| Zypern                 | Nicholas Emiliou                  | 2021–2027           |                                       |
| Kroatien               | Tamara Ćapeta                     | 2021–2027           |                                       |
| Italien                | Andrea Biondi                     | 2024–2030           |                                       |
| Luxemburg              | Dean Spielmann                    | 2024–2030           |                                       |
| Litauen                | Rimvydas Norkus                   | 2024–2030           |                                       |